# 巴爾頓半島
巴爾頓半島（英語：Barton Peninsula）是南極洲的半島，位於南設得蘭群島的喬治王島西南部，處於馬里安灣和波特灣之間，現時由南極條約體系管理。
62°14′S 58°46′W / 62.233°S 58.767°W